# Kevin de Queiroz
Kevin de Queiroz és un biòleg dels vertebrats, evolutiu i sistemàtic dels Estats Units. Les seves obres de recerca més destacades han estat en el camp de l'herpetologia, especialment en la filogènesi i la biologia evolutiva dels rèptils escatosos. Es graduà en Biologia per la Universitat de Califòrnia a Los Angeles el 1978, obtingué un màster en Zoologia a la Universitat Estatal de San Diego el 1985 i es doctorà en Zoologia per la Universitat de Califòrnia a Berkeley el 1989.